# Коволюм
Коволюм — объём молекул пороховых газов и твёрдых остатков пороха, образовавшихся после сгорания единичной массы порохового заряда. В Международной системе единиц (СИ) измеряется в  м3/кг. Ранее измерялся в дм3/кгс.

## Прикладное значение
Величина коволюма оказывает влияние на давление пороховых газов в оружейном стволе и зависит от плотности заряжания пороха; она может быть установлена экспериментально сжиганием навески пороха в манометрической бомбе.
Коволюм в виде параметра {\displaystyle \alpha } входит в уравнение состояния реального газа; записанное для одного моля газа оно имеет вид:
{\displaystyle p(w-\alpha )=RT,}
где:
- {\displaystyle p} — давление газа,
- {\displaystyle w} — удельный объём газовой смеси,
- {\displaystyle T} — температура,
- {\displaystyle R} — универсальная газовая постоянная.

В задачах внутренней баллистики для определения коволюма используется эмпирическая зависимость:
{\displaystyle \alpha =0,001w_{1},}
где {\displaystyle w_{1}} — удельный объём пороховых газов при нормальных условиях.
Формула справедлива не только для порохов, но и для конденсированных ВВ при ρ < 1 г/cм3
Для всех видов современных бездымных порохов зависимость коволюма от калорийности пороха {\displaystyle Q_{w}} выражается следующим образом:
{\displaystyle \alpha =(1381-0,557Q_{w})10^{-3}}

Для конденсированных взрывчатых веществ (ВВ) имеется несколько подходов к оценке величины коволюма, которые, как правило, основываются на сопоставлении каких-либо расчетных величин, в которые входит коволюм, в том числе давление продуктов взрыва с точными экспериментальными измерениями. Из сопоставления расчетных и экспериментальных данных установлено, что коволюм является величиной непостоянной. Так, при увеличении давления коволюм уменьшается.
Если плотность заряжания ВВ не высока (ρ < 1 г/cм3) и давление не превышает нескольких сотен мегапаскаль, приближенно можно принять:
α = 0,001∙Vпв
Для более высоких плотностей (ρ >1 г/cм3) для расчетов принимают:
α = 0,0006∙Vпв.
Здесь ρ – плотность заряжания ВВ, г/cм3.
VПВ – объем продуктов взрыва, м3